# Sportåret 2006

## Allmänt
- 16 januari -  Svenska Idrottsgalan hålls i Globen i Stockholm.[1]
- 10-26 februari - Olympiska vinterspelen hålls i Turin, Italien.
- 10-19 mars - Paralympiska vinterspelen hålls i Turin, Italien.
- 17 mars - SOK kräver 50 000 svenska kronor av en pizzabagare i Västerås som annonserat med OS-pizza.[1]
- 22 mars - Svenska Skidförbundets Carl-Eric Stålberg lämnar SOK.[1]
- 6 oktober - Cecilia Stegö Chilò blir Sveriges idrottsminister.[2]
- 1-15 december - Asiatiska spelen i Doha i Qatar.
- 27 december –RF utser Susanna Kallur till årets idrottskvinna.[2]

### Alpin skidsport
- 8 januari – 21-åriga Therese Borssén, Sverige debuterar på prispallen i världscupen då hon slutar trea efter Marlies Schild, Österrike och Janica Kostelić, Kroatien.[1]
- 14 januari – Nike Bent, Sverige debuterar på prispallen i världscupen då hon slutar tvåa i störtloppet i Bad Kleinkircheim efter Janica Kostelić, Kroatien och före Michaela Dorfmeister, Österrike.[1]
- 25 april – En tulpanodlare i Nederländerna har odlat fram en ny sorts tulpan, som skal döpas efter Kroatiens Janica Kostelić, meddelar Nederländernas ambassad i Zagreb.[1]
- 3 december – 23-årige André Myhrer, Sverige slår igenom i världscupen och vinner herrslalom i Beaver Creek.[2]
- 29 januari – Therese Borssén, Sverige vinner i Semmering för första gången en världscupdeltävling.[1]

### Amerikansk fotboll
- 5 februari - Pittsburgh Steelers vinner NFL-finalen Super Bowl XL mot Seattle Seahawks med siffrorna 21-10.
- 10 september - Stockholm Mean Machines vinner SM-finalen på Zinkensdamms IP mot Carlstad Crusaders med 24-21.

### Bandy
- 31 januari - Lettland och Polen inträder i Internationella bandyförbundet.[3]
- 5 februari
  - Ryssland vinner världsmästerskapsfinalen för herrar mot Sverige med 3-2 i Stockholm medan Finland vinner matchen om bronsmedaljerna mot Kazakstan med 7-4.[4]
  - Den första bandymatchen i Malmö på 43 år spelas då IFK Malmö besegrar Mellby IF med 3-2.[5]

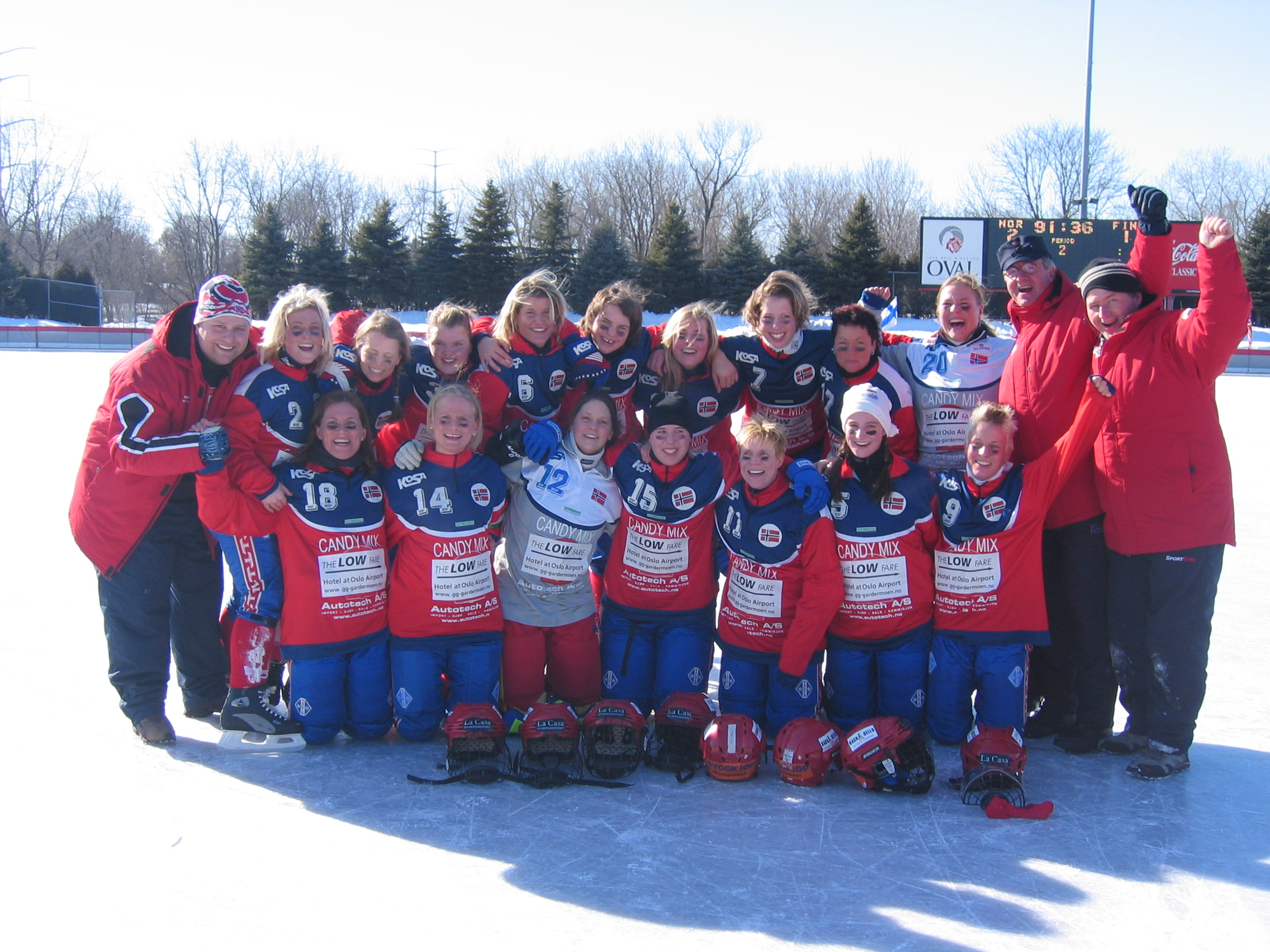
Norges damer firar bronsmedaljen vid världsmästerskapet.

- 18 februari - Sverige vinner VM-finalen för damer mot Ryssland  med 3-1 i Roseville, Minnesota i USA medan Norge vinner matchen om bronsmedaljerna mot Finland med 2-1.[6]
- 17 mars - Svenska Bandyförbundet beslutar att från säsongen 2007/2008 införa en landsomfattande elitserie, som blir Sveriges nya högstadivision.[7]
- 18 mars - AIK blir svenska mästare för damer genom att i finalen besegra Västerstrands AIK med 4-2 på Studenternas IP i Uppsala.[8][9]
- 19 mars - Edsbyns IF blir svenska mästare för herrar genom att i finalen besegra Hammarby IF med 6-2 på Studenternas IP i Uppsala.[10][11]
- 4 juni - Australien, Schweiz, Serbien och Irland inträder i Internationella bandyförbundet.[3]
- 15 oktober - Sandvikens AIK vinner Svenska cupen efter finalseger med 7-3 mot Edsbyns IF.[12][13]
- 29 oktober - Dynamo Moskva från Ryssland vinner World Cup i Ljusdal genom att i finalen besegra HK Zorkij, Ryssland med 7-6 efter straffslag.[14]

### Baseboll
- 27 oktober - National League-mästarna St. Louis Cardinals vinner World Series med 4-1 i matcher över American League-mästarna Detroit Tigers.[15]

### Basket
- 20 juni - Miami Heat vinner NBA-finalserien mot Dallas Mavericks.[16]
- 3 september - Spanien blir herrvärldsmästare genom att finalslå Grekland med 70-47 i Saitama.[17]
- 23 september - Australien blir damvärldsmästare genom att finalslå Ryssland med 91-74 i Ibirapuera.[18]
- 8 december – Poängrikaste NBA-matchen någonsin spelas då Phoenix Coyotes bortaslår New Jersey Nets 161–157.[2]
- Plannja Basket blir svenska herrmästare.
- Solna Vikings blir svenska dammästare.

### Biljard
- 2 maj - Graeme Dott vinner VM i snooker.

### Boxning
- 7 februari – Tre personer avgår ur styrelsen i Svenska Boxningsförbundet.[1]
- 29 november - Kampsportsdelegationen godkänner en proffsboxningsgala i Göteborg.[2]

### Bordtennis
- 19 maj - Erik Lindh har skrivit på som förbundskapten för Sveriges herrar från juni 2006 och fram till juni 2008.[1]
- 3 juli - MFF Bordtennis har lämnat in konkursansökan.[1]

### Curling

#### VM
- Skottland vinner VM för herrar före Kanada med  Norge på tredje plats. Sverige på delad femte plats representeras av lag Nils Carlsén.
- Sverige vinner VM för damer före USA med Kanada på tredje plats. Sverige representeras av Lag Norberg.

#### EM
- Ryssland vinner EM för damer före Italien med Schweiz på tredje plats. Sverige med lag Camilla Johansson blir sjätte lag..
- Schweiz vinner VM för herrar före Skottland med  Sverige på tredje plats. Sverige representeras av lag Per Carlsén.

### Cykel
- 12 mars - Floyd Landis, USA vinner Paris-Nice.
- 28 maj - Ivan Basso, Italien vinner Giro d'Italia.
- 23 maj - Sportdirektören Manolo Saiz grips av spanska polisen vilket blir inledningen till dopingskandalen Operación Puerto.
- 16-17 juni - Cykeltävlingen Vätternrundan hålls i Sverige.
- 18 juni - Jan Ullrich, Tyskland vinner Schweiz runt.
- 23 juli - Floyd Landis, USA vinner Tour de France, men bekräfter den 27 juli 2006 att han lämnat ett positivt dopingprov. Titeln blir han av med.[1]
- Alexander Vinokourov, Kazakstan vinner Vuelta a España.
- Paolo Bettini, Italien blir världsmästare i landsvägscykel.

### Destrezas criollas
- Destrezas criollas blir officiell nationalsport i Uruguay.

### Drakbåtspaddling
- Under sommaren går drakbåts-VM för landslag 2006 i Kaohsiung i Taiwan.
- Den 1-3 september avgjordes drakbåts-EM för landslag 2006 i Prag i Tjeckien. Det svenska drakbåtslandslaget tog fyra EM-brons i 20manna dam på 200 och 2000 meter samt i 20manna mixed 200 och 500 meter.

### Fotboll
- 1 januari - Australien lämnar officiellt det oceaniska fotbollsförbundet och går med i det asiatiska fotbollsförbundet.
- 18 januari - Djurgårdens IF värvar 21-åriga Tiago Quirino da Silva med meriter från Brasilien.[1]
- 10 februari - Egypten vinner afrikanska mästerskapet i Egypten genom att besegra Elfenbenskusten med 4–2 på Kairos nationalstadion.[19]
- 30 mars - Italiens fotbollsförbund stänger av AC Sienas mittfältare Jonathan Bachini på livstid.[1]
- 31 mars – Inkomstfördelningen för TV-avtalet om Allsvenskan och Superettan klart.[1]
- 6 april - FC Köpenhamn vinner Royal League genom att besegra Lillestrøm SK med 1–0 på Parken.[20]
- 4 maj - Steve McClaren skriver på kontraktet som förbundskaptne för Englands herrar.[1]
- 10 maj - Sevilla FC vinner UEFA-cupen genom att finalslå Middlesbrough FC med 4-0 på Philipsstadion i Eindhoven.[21]
- 13 maj - Liverpool FC vinner FA-cupfinalen mot West Ham United FC med 3-1 på straffar på Millennium Stadium i Cardiff efter 3-3 i ordinarie speltid.[22]
- 17 maj - UEFA Champions League-finalen i fotboll spelas på Stade de France i Paris, och FC Barcelona vinner mot Arsenal FC med 2–1.[21]
- 22 maj – Belfast City Airport byter namn till George Best Belfast City Airport[1].
- 26 maj - Glasgow Rangers FC värvar IFK Göteborgs 22-årige mittback Karl Svensson.[1]
- 27 maj - 1. FFC Frankfurt vinner UEFA Women's Cup genom att besegra 1.FFC Turbine Potsdam i finalserien.[23]

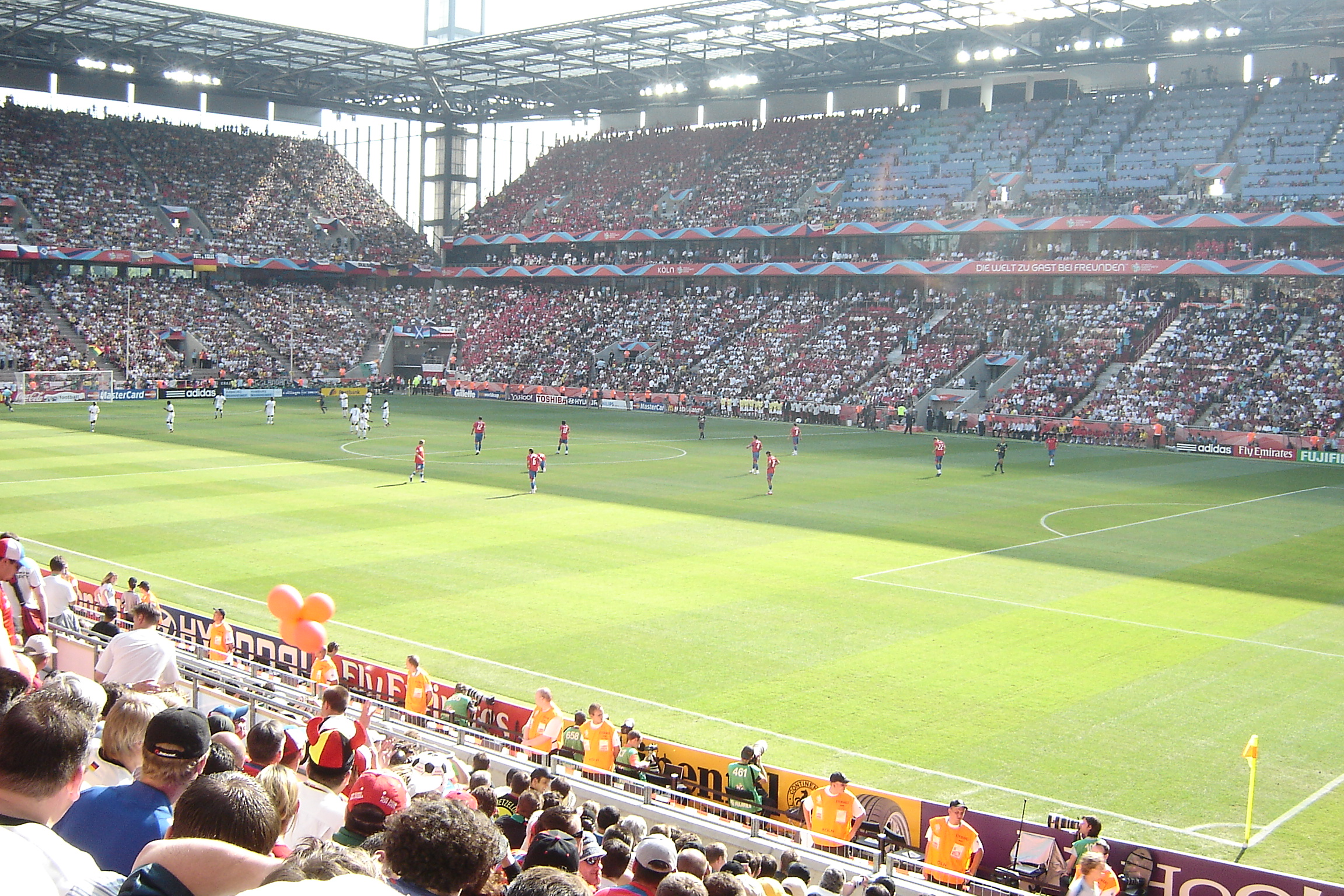
Tjeckien-Ghana i VM.

- 29 juni - Serie A-skandalen 2006 leder till tvångsnedflyttning av tre klubbar, medan AC Milan spelar kvar men startar kommande säsong på minuspoäng.[1]
- 9 juni-9 juli - VM för herrar spelas i Tyskland. Italien vinner finalen mot Frankrike i Berlin på straffar.[24]
- 11 augusti - David Beckham petas ur Englands herrlandslag.[1]
- 23 augusti - Sunderland AFC värvar Tobias Hysén för 23 miljoner svenska kronor från Djurgårdens IF.[1]
- 26 september – Ett 20-tal personer grips efter en match i Allsvenskan mellan AK och Hammarby IF efter att ha kastat sten, försökt sätta eld på Zinkensdamms IP samt lämnat grishuvuden utanför Djurgårdens IF:s kansli.[1]
- 7 oktober - AIK bortaslår Danmarks IF med 11-1 och återvänder till Damallsvenskan.[2]
- 24 oktober – Enligt en FIFA-studie var 58 % av alla skador vid VM 2006 i Tyskland rent skådespel. [2]
- 26 oktober - Linköpings FC vinner Svenska cupen för damer efter seger med 3-2 mot Umeå IK i finalmatchen.[25]
- 29 oktober - Linköpings FC vinner Damallsvenskan, och blir svenska dammästare.[25]
- 5 november - IF Elfsborg vinner Allsvenskan, och blir svenska herrmästare.[26]
- 8 november - Svensken Henrik Larsson och dansken Brian Laudrup utses till de två spelarna i Scottish Football Hall of Fame.[2]
- 11 november - Helsingborgs IF vinner Svenska cupen för herrar efter seger med 2-0 mot Gefle IF i finalmatchen på Råsunda fotbollsstadion i kommun.[27][28]
- 12 november - IF Brommapojkarna kvalificerar sig för Allsvenskan.[2]
- 13 november - Fotbollsgalan hålls.[2]
- 9 december - Svenska Fotbollförbundet beslutar att Allsvenskan för herrar skall utökas från 14 lag till 16 lag från 2008.[29]
- 18 december – Marta utses till FIFA World Player of the Year på damsidan.[2]

### Friidrott
- 12 januari - Kinesiska långdistanslöparen Sun Yingjie stängs av för doping i två år.[1]
- 4 februari – Kajsa Bergqvist, Sverige noterar nytt inomhusvärldsrekord i höjdhopp för damer då hon hoppar 2.08 i Arnstadt.[1]
- 8 februari – Eurojump avgörs i Scandinavium i Göteborg.[1]
- 3-5 mars - IUSM i Friidrott arrangeras i Västerås av Västerås FK.
- 12 maj - Justin Gatlin, USA slår världsrekord med tiden 9,76 på 100 meter löpning för herrar i Doha.[1]
- 3 juni - Phillip Bandawe från Zimbabwe vinner herrklassen och Anna Rahm från Sverige vinner damklassen vid Stockholm Marathon. [1]
- 24 juni – Tatjana Lysenko, Ryssland noterar nytt världsrekord i släggkastning för damer då hon kastar 77.41 meter vid tävlingar i Zjukovskij.[1]
- 11 juli – Liu Xiang, Kina noterar nytt herrvärldsrekord på 100 meter häck vid tävlingar i Lausanne.[1]
- 25 juli – DN-galan avgörs.[1]
- 7-13 augusti - Europamästerskapen hålls i Göteborg, Sverige. [1]
- 25-26 augusti - Finnkampen avgörs på Helsingfors Olympiastadion. Finland vinner herrkampen med 204-201 medan Sverige vinner damkampen med 226-183.[1]
- 17 oktober - DN-galans chef Rajne Söderberg blir ordförande i Euromeetings, en sammanslutning bestående av Europas 46 största galor. [2]
- 7 december – Ungerske löparen Gábor Dobos stängs av på livstid efter att för andra gången ha påträffats dopad vid tävlingar i Riga i maj. Han var också avstängd åren 2000-2002.[2]
- 31 december - Franck de Almeida, Brasilien vinner herrklassen och Lucélia Peres, Brasilien vinner damklassen vid Sylvesterloppet i São Paulo.[30]
- Robert Kipkoech Cheruiyot, Kenya vinner herrklassen vid Boston Marathon.[31] medan Rita Jeptoo, Kenya vinner damklassen.[32]

### Fäktning
- 1-8 oktober - Världsmästerskapen hålls i Turin, Italien.

### Golf

#### Herrar
- 29 januari - Henrik Stensson, Sverige vinner Qatar Masters.[1]
- 20 februari - Rory Sabbatii, Sydafrika vinner Nissan Open.[1]
- 6 augusti - Marc Warren, Storbritannien vinner Scandinavian Masters på Barsebäck GCC.[1]

- Mest vunna prispengar på PGA-touren - Tiger Woods, USA med 9 941 563$
- Mest vunna prispengar på Champions Tour (Senior-touren): Jay Haas, USA med 2 420 227$

##### Ryder Cup
- 24 september- Europa besegrar USA med 18½ - 9½ [1]

##### Majorsegrare
- Masters - Phil Mickelson, USA
- US Open - Geoff Ogilvy, Australien
- The Open Championship - Tiger Woods, USA
- PGA Championship - Tiger Woods, USA

#### Damer
- Mest vunna prispengar på LPGA-touren - Lorena Ochoa, Mexiko med 2 592 872$

##### Majorsegrare
- Kraft Nabisco Championship - Karrie Webb, Australien
- LPGA Championship - Se Ri Pak - Sydkorea
- US Womens Open - Annika Sörenstam, Sverige
- Weetabix Womens British Open - Sherri Steinhauer, USA

### Handboll
- 5 februari - Frankrike blir Europamästare för herrar genom att finalbesegra Spanien i Zürich med 31–23.[33]
- 6 maj - Hammarby IF blir svenska herrmästare genom att finalbesegra IK Sävehof med 34-31 i Scandinavium i Göteborg inför 12 644.[1]
- 17 december - Norge blir Europamästare för damer genom att finalbesegra Ryssland med 27–24 i Stockholm.[34]

### Hästsport

#### Travsport
- 10 mars – Jag de Belleouet fråntas vinsten i Prix d'Amérique för otillåten medicinering, och vinsten går i stället till Sefan Melander och hästen Gigant Neo.[1]
- 1 juni – Jockeyn Jannika Källse förs till sjukhus efter en krasch på Täby Galopp.[1]
- 23 juni – Jag de Belleouet fråntas vinsten i  Elitloppet för doping.[1]

### Innebandy
- 8 april
  - AIK blir för första gången svenska herrmästare genom att besegra Pixbo Wallenstam IBK med 6–2 i finalen i Globen i Stockholm.[35]
  - IKSU blir svenska dammästare genom att besegra  Rönnby IBK med 6–4 i finalen i Globen i Stockholm.[36]
- 28 maj - Sverige blir herrvärldsmästare genom att finalslå  Finland med 7-6 vid finalen i Globen i Stockholm. Schweiz tar brons.

### Ishockey
- 5 januari - Kanada vinner juniorvärldsmästerskapet i Vancouver genom att finalslå Ryssland med 5-0.[37]
- 8 januari - Dynamo Moskva vinner European Champions Cup.[38]
- 13 januari – Norska storbanken DNB Nor blir ny huvudsponsor för svenska herrlandslaget.[1]
- 20 februari - Kanada vinner den olympiska damturneringen före Sverige och USA.[39]
- 26 februari - Sverige vinner den olympiska herrturneringen före Finland och Tjeckien.[40] Sverige intar därmed förstaplatsen på IIHF:s världsrankinglista.
- 5 april - Malmö Redhawks och Skellefteå AIK klara för Elitserien 2006/2007.[41]
- 18 april - Färjestads BK blir svenska herrmästare efter slutspelsvinst över Frölunda HC med 4 matcher mot 2.[41]
- 6-21 maj - Herrarnas världsmästerskap spelas i Lettland och Sverige vinner turneringen före Tjeckien och Finland.[42]
- 19 juni - Carolina Hurricanes vinner Stanley Cup efter att i finalspelet ha besegrat Edmonton Oilers med 4-3 i matcher.[43]
- 24 september - Göteborg vinner TV-pucken genom att besegra Skåne med 2–1 i finalen i Peabhallen i Nyköping.[44]
- 28 september - Malaysia inträder i IIHF.[45]
- 4 oktober - Svensken Börje Salming får sin tröja upphissad i taket i Toronto Maple Leafs hemmahall Maple Leaf Gardens.[2]
- 14 oktober - Svensken Mats Sundin gör sitt 500:e NHL-mål då hans Toronto Maple Leafs hemmaslår Calgary Flames med 5-4.[2]
- 20 november - Tjecken Jaromir Jagr gör sitt 600:e NHL-mål då hans New York Rangers hemmaslår Tampa Bay Lightning med 4-1.[2]
- 10 december - Vid finalspel i Katrineholm vinner AIK IIHF European Women Champions Cup för tredje gången i rad.[46]

### Kamelsport
- 15 juni – Glasamfibierobotar ersätter barn som jockeys vid kapplöpningarna i Förenade arabemiraten.[1]

### Kanot
- 20 augusti- Markus Oscarsson VM Guld K1 1000 m

### Klättring
- 26 november – Olof Sundström och Martin Letzter[47] blir första svenskar att uppnå ”Seven Summits” då de når toppen av Vinson Massif.

### Längdskidåkning
- 2 januari – Stanislav Rezac, Tjeckien vinner Vasaloppet China.[1]
- 5 mars - Daniel Tynell Grycksbo IF vinner herrklassen och Christina Paluselli, Italien vinner damklassen då Vasaloppet avgörs.[48]
- 24 mars-2 april - Svenska mästerskapen avgörs i Boden och Luleå, Sverige.
- 26 april – Svenskorna Elin Ek, 32, och Emelie Öhrstig, 28, meddelar att de lägger skidorna på hyllan.[1]

### Motorsport
- 16 januari - Speedwayföraren Tony Rickardsson får Jerringpriset för sina insatser 2005.
- 18 juni - Frank Biela, Marco Werner och Emanuele Pirro vinner Le Mans 24-timmars med en Audi R10.
- 10 september- Michael Schumacher meddelar att han slutar med formel 1.
- 10 september- Kimi Räikkönen blir klar för Ferrari
- 10 september- Felipe Massa förlänger sitt kontrakt med Ferrari t.o.m. 2009.
- 28 september - VMS Elit blir svenska mästare i speedway.
- 1 oktober - Troy Bayliss, Ducati, blir världsmästare i Superbike.
- 3 oktober - Sveriges Tony Rickardsson ger sin avskedsföreställning i Arvika, vid en jippomatch mellan Masarna och ett för tillfället sammansatt lag bestående av hans kompisar.[2]
- 8 oktober - Sébastien Charpentier, Honda, blir världsmästare i Supersport 600.
- 22 oktober - Fernando Alonso, Spanien vinner förarmästerskapet och Renault vinner konstruktörsmästerskapet i Formel 1-VM.
- 26 oktober till 29 oktober - Australienrallyt hålls för sista gången i Western Australia och vinns av Mikko Hirvonen. Sébastien Loebs världsmästartitel säkras trots hans frånvaro.
- 29 oktober - Nicky Hayden blir världsmästare i MotoGP efter att regerande mästaren Valentino Rossi kraschat i sista racet i Valencia.
- 3 december – Sébastien Loeb, Frankrike blir världsmästare i rally.

### Orientering
- 29-30 april: 10-mila avgjordes i Hallsberg. Halden SK vinner herrkaveln, Nydalens SK vinner damkaveln och Stora Tuna OK vinner ungdomskaveln.
- 18 juni: Jukolakavlen avgjordes, Vehkalahden Veikot vinner.
- 1-5 augusti - Världsmästerskapen avgörs i Århus.[49] Sverige vinner 1 guld, 1 silver och 2 brons.
- 14-19 juli: O-Ringen avgjordes i Mohed. 14.000 personer deltar, Simone Niggli och Simonas Krepsta vinner elit-tävlingarna.
- 6 oktober: 25-manna avgjordes i Visättra. Kalevan Rasti vinner.

### Segelflyg
- 3-18 juni - VM i segelflyg genomförs i Eskilstuna i Sverige [50].

### Segling
- 4 juli – Roger Nilsson, Sverige, på katamaranen Orange Il noterar världsrekord i att segla längst under ett dygn. Nya rekordnoteringen är 762 engelska mil (122 mil), och katamaranens snittfart är nära 32 knop inom 4 timmar.[1]

### Skidorientering
- 5-12 mars - Världsmästerskapen avgörs i Levi och Kittilä.[51]

### Skridskolöpning
- 21 januari - Skridskonätet bildas formellt vid Ishelgen i Karlstad.

### Simsport
- 26 juli-6 augusti EM i simning 2006 hålls i Budapest, Ungern.

#### EM lång bana
- Vid EM i simning på lång bana uppnås följande svenska resultat:

##### Herrar
- 100 m frisim - 2. Stefan Nystrand

##### Damer
- 50 m frisim - 2. Therese Alshammar
- 50 m fjärilsim -
  - 1. Therese Alshammar
  - 2. Anna-Karin Kammerling
- Simhopp 1 m - 1. Anna Lindberg
- Simhopp 3 m - 1. Anna Lindberg

### Tennis
- 20 juni – 24-årige Li Na blir första tennisspelare från Kina att rankas bland de 30 främsta i världen.[1]
- 7-13 augusti - Nordea Nordic Light Open (damtennis) hålls på Stockholms stadion.
- 17 september - Italien vinner Fed Cup genom att finalbesegra Belgien med 3-2 i Charleroi.[52]

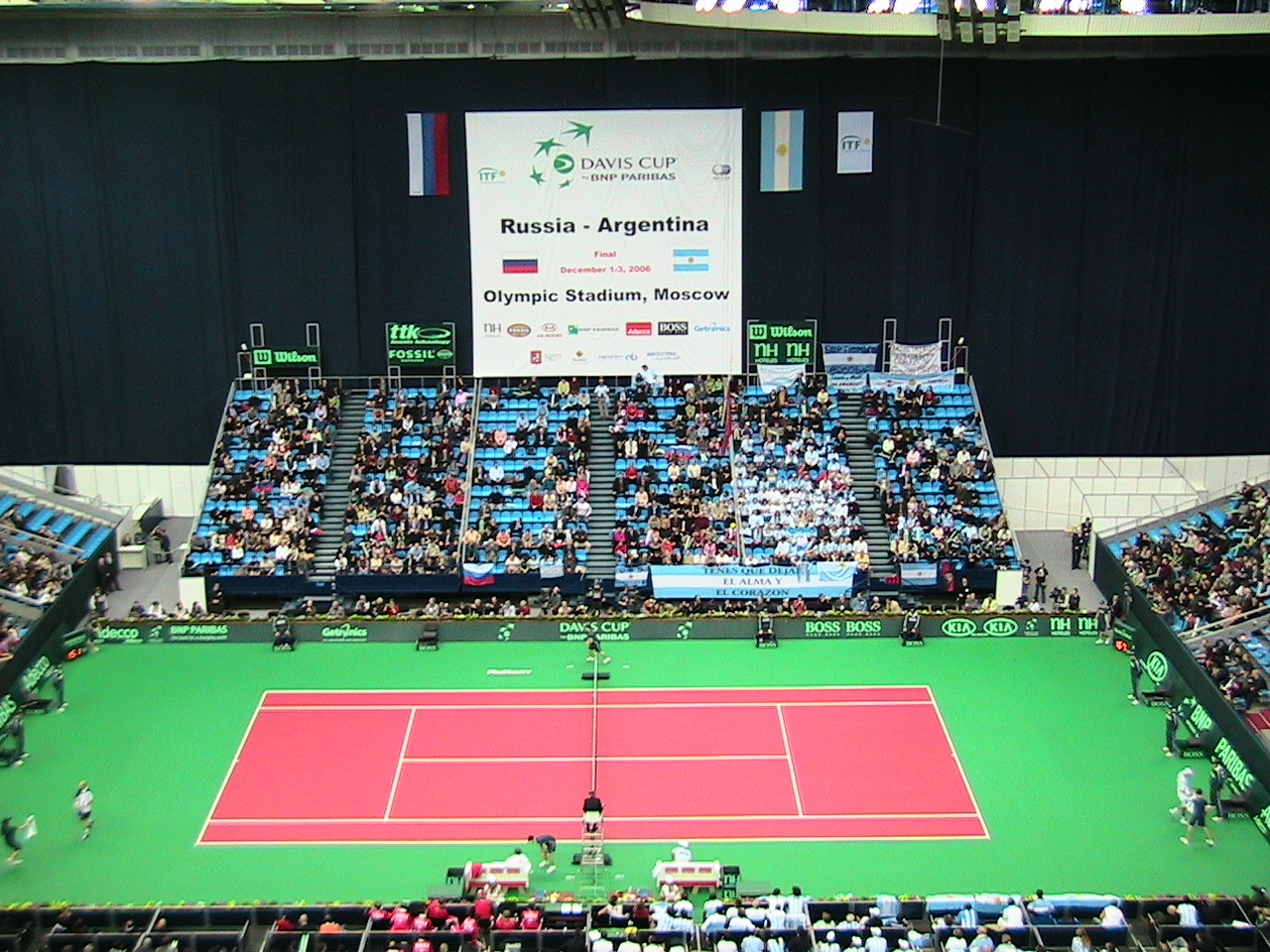
Final i Davis Cup.

- 30 oktober – Det rack som Sveriges Björn Borg spelade med i Wimbledonmästerskapen 1976 utauktioneras för 75 400 svenska kronor av radiokanalen Rix FM som genomför en stödaktion för Rosa bandet.[2]
- 3 december - Ryssland vinner Davis Cup genom att finalbesegra Argentina med 3-2 i Moskva.[53]

### Volleyboll
- 16 november - Ryssland blir damvärldsmästare genom att finalbesegra Brasilien med 3-2 i Osaka.[54]
- 3 december - Brasilien blir herrvärldsmästare genom att finalbesegra Polen med 3-0 i Tokyo.[55]

## Avlidna
- 5 januari - Sven-Agne Larsson, 80, svensk fotbollsprofil.
- 9 januari - Andy Caldecott, 41, australisk motorcyklist. Omkom i samband med Dakarrallyt.[1]
- 1 mars - Peter Osgood, 59, engelsk fotbollsspelare.
- 11 mars - Jesus Rollan, 32, spansk vattenpolospelare.
- 12 mars - Jonatan Johansson, 26, svensk snowboardåkare (omkom på träningspass i USA).[1]
- 12 mars - Istvan Gyulai, 62, ungersk löpare, generalsekreterare i IAAF.
- 13 mars - Markku Huhtanen, 30, finländsk bandyspelare i Ljusdals BK.
- 19 mars - Kevin Payne, 34, amerikansk boxare.
- 24 mars - Jörg Bastuck, tysk kartläsare (olycka under Katalanska rallyt).[1]
- 26 mars - Paul Dana, 30, amerikansk racerförare i Indy Racing League.
- 21 april - Telê Santana, 74, brasiliansk före detta förbundskapten i fotboll.
- 27 april - Gösta "Knivsta" Sandberg, 73, svensk fotbollsspelare, vald till "århundradets djurgårdare".
- 30 april - Corinne Rey-Bellet, 33, schweizisk utförsåkare.
- 11 maj - Floyd Patterson, 71, amerikansk boxare.
- 5 juli - Gert Fredriksson, 86, svensk kanotist.
- 9 oktober - Paul Hunter, 27, engelsk snookerspelare.
- 17 november - Ferenc Puskás, 79, ungersk fotbollsspelare.
- 23 november - Willie Pep, 84, amerikansk boxare.
- 26 november - Isaac Gálvez, 31, spansk cyklist.
- 27 november - Bertil Antonsson, 85, svensk brottare.
- 15 december - Clay Regazzoni, 67, schweizisk tidigare racerförare.

### Fotnoter
1. 1 2 3 4 5 6 7 8 9 10 11 12 13 14 15 16 17 18 19 20 21 22 23 24 25 26 27 28 29 30 31 32 33 34 35 36 37 38 39 40 41 42 43 44 45 46 47 48   När Var Hur 2007. DN
2. 1 2 3 4 5 6 7 8 9 10 11 12 13 14 15 16 17 18   När Var Hur 2008. DN
3. 1 2  ”FIB History” (på engelska). International Bandy Federation. https://www.worldbandy.com/about-fib/. Läst 21 augusti 2011.
4. ↑  ”World Championship 2005/06”. Bandysidan. http://www.bandysidan.nu/event.php?EVID=13. Läst 20 augusti 2011.
5. ↑  ”Bandyn hittade tillbaka till Malmö efter 43 år”. Dagens Nyheter. 5 februari 2006. https://www.dn.se/sport/bandyn-hittade-tillbaka-till-malmo-efter-43-ar-da-gick-det-hal-i-isen/?site=mobile. Läst 11 september 2011.
6. ↑  ”World Championships Women 2005/06”. språk=engelska. http://www.bandysidan.nu/event.php?EVID=106. Läst 20 augusti 2011.
7. ↑  ”Bandyn övergår till en serie 2007” (på svenska). SVT Sport. 17 mars 2006. https://www.svt.se/sport/artikel/bandyn-overgar-till-en-serie-2007. Läst 20 augusti 2011.
8. ↑  Erik Jonsson (18 mars 2006). ”2000–2009”. Svenska Bandyförbundet. https://www.svenskbandy.se/BANDYFINALEN/HISTORIK/Svenskamastare/Damer/2000-2009/. Läst 19 mars 2020.
9. ↑  Jimmy Andersson. ”Damallsvenskan och slutspel 05/06”. Arkiverad från originalet den 1 april 2016. https://web.archive.org/web/20160401020212/http://www.jimbobandy.nu/2000/06_damallsvenskan.html. Läst 20 augusti 2011.
10. ↑  Erik Jonsson (19 mars 2006). ”2000–2009”. Svenska Bandyförbundet. https://www.svenskbandy.se/BANDYFINALEN/HISTORIK/Svenskamastare/Herrar/2000-2009/. Läst 19 mars 2020.
11. ↑  Jimmy Andersson. ”Slutspelet 05/06”. Jimbo Badny. Arkiverad från originalet den 29 oktober 2018. https://web.archive.org/web/20181029083456/http://www.jimbobandy.nu/2000/06_slut.html. Läst 20 augusti 2011.
12. ↑  ”World Cup 2006”. Bandysidan. http://www.bandysidan.nu/event.php?EVID=51. Läst 19 mars 2020.
13. ↑  Jimmy Andersson. ”Svenska cupen 05/06, 13-16 okt-05”. Jimbo Bandy. Arkiverad från originalet den 29 oktober 2018. https://web.archive.org/web/20181029082608/http://www.jimbobandy.nu/2000/06_svcupen.html. Läst 20 augusti 2011.
14. ↑  ”World Cup”. Bandysidan. http://www.bandysidan.nu/event.php?EVID=51. Läst 20 augusti 2011.
15. ↑  ”2006 World Series” (på engelska). Baseball-Reference.com. http://www.baseball-reference.com/postseason/2006_WS.shtml. Läst 25 juni 2015.
16. ↑  ”Basketball Reference”. http://www.basketball-reference.com/leagues/NBA_2006_games.html. Läst 25 augusti 2011.
17. ↑  ”Sport Statistics”. Arkiverad från originalet den 11 maj 2010. https://web.archive.org/web/20100511003134/http://todor66.com/basketball/World/Men_2006.html. Läst 24 augusti 2011.
18. ↑  ”Sport Statistics”. Arkiverad från originalet den 2 april 2012. https://web.archive.org/web/20120402230340/http://todor66.com/basketball/World/Women_2006.html. Läst 24 augusti 2011.
19. ↑  ”African Nations Cup 2006” (på engelska). RSSSF. http://www.rsssf.com/tables/06a.html. Läst 16 augusti 2011.
20. ↑  ”Royal League 2005/06” (på engelska). RSSSF. http://www.rsssf.com/tablesr/royalleague06.html. Läst 12 augusti 2011.
21. 1 2  ”RSSSF” (på engelska). RSSSF. http://www.rsssf.com/ec/ec200506.html. Läst 16 augusti 2011.
22. ↑  ”England FA Challenge Cup 2005-2006” (på engelska). RSSSF. http://www.rsssf.com/tablese/engcup06.html. Läst 19 augusti 2012.
23. ↑  ”UEFA Club Championship (Women) 2005/06” (på engelska). RSSSF. http://www.rsssf.com/ec/ec-wom06.html. Läst 16 augusti 2011.
24. ↑  ”World Cup 2006” (på engelska). RSSSF. http://www.rsssf.com/tables/2006f.html. Läst 12 augusti 2011.
25. 1 2  ”Sweden (Women) 2006” (på engelska). RSSSF. http://www.rsssf.com/tablesz/zwed-wom06.html. Läst 16 augusti 2011.
26. ↑  ”Sweden 2006” (på engelska). RSSSF. http://www.rsssf.com/tablesz/zwed06.html. Läst 16 augusti 2011.
27. ↑  ”Sweden Cup 2006” (på engelska). RSSSF. http://www.rsssf.com/tablesz/zwedcup06.html. Läst 16 augusti 2011.
28. ↑  Larne Wallisson (11 november 2006). ”Helsingborg cupmästare 2006”. Svenska Fotbollförbundet. Arkiverad från originalet den 23 mars 2020. https://web.archive.org/web/20200323193337/https://www2.svenskfotboll.se/cuper-och-serier/svenska-cupen-herrar/resultat-tidigare-ar/2006/. Läst 23 mars 2020.
29. ↑  ”16 lag i Allsvenskan 2008”. Svenska Fotbollförbundet. 9 december 2006. http://svenskfotboll.se/arkiv/tidigare/2006/12/16-lag-i-allsvenskan-2008/. Läst 12 augusti 2011.
30. ↑  ”2000” (på portugisiska). Sylvesterloppet. Arkiverad från originalet den 1 mars 2014. https://web.archive.org/web/20140301034122/http://www.saosilvestre.com.br/2000. Läst 19 augusti 2012.
31. ↑  ”Boston Marathon”. Arkiverad från originalet den 27 april 2015. https://web.archive.org/web/20150427035419/http://www.baa.org/races/boston-marathon/boston-marathon-history/past-champions/past-mens-open-champions.aspx. Läst 9 april 2011.
32. ↑  ”Boston Marathon”. Arkiverad från originalet den 7 mars 2012. https://web.archive.org/web/20120307073943/http://www.baa.org/races/boston-marathon/boston-marathon-history/past-champions/past-womens-open-champions.aspx. Läst 9 april 2011.
33. ↑  ”Sport Statistics”. Arkiverad från originalet den 19 juni 2011. https://web.archive.org/web/20110619224101/http://todor66.com/handball/Europe/Men_2006.html. Läst 23 augusti 2011.
34. ↑  ”Sport Statistics”. Arkiverad från originalet den 24 augusti 2011. https://web.archive.org/web/20110824142923/http://www.todor66.com/handball/Europe/Women_2006.html. Läst 23 augusti 2011.
35. ↑  ”SM-slutspel herrar 2005/06”. Svenska Innebandyförbundet. Arkiverad från originalet den 15 december 2011. https://web.archive.org/web/20111215202034/http://www.innebandy.se/sv/StatistikHistorik/Statistik-och-rekord-herrar-elit/SM-slutspel-genom-tiderna-herrar1/200506/. Läst 22 augusti 2011.
36. ↑  ”SM-slutspel damer 2005/06”. Svenska Innebandyförbundet. Arkiverad från originalet den 15 december 2011. https://web.archive.org/web/20111215203242/http://www.innebandy.se/sv/StatistikHistorik/Statistik-och-rekord-damer-elit/SM-slutspel-genom-tiderna-damer1/200506/. Läst 22 augusti 2011.
37. ↑  ”Championnat du monde 2006 des moins de 20 ans” (på franska). Hockey Archives. 5 januari 2005. https://www.hockeyarchives.info/U-20_2006.htm. Läst 9 september 2012.
38. ↑  ”Coupe d'Europe des champions 2005/06” (på franska). Hockey Archives. 8 januari 2006. https://www.hockeyarchives.info/Europe2006.htm. Läst 15 augusti 2011.
39. ↑  ”Jeux Olympiques de Turin 2006 Tournoi féminin” (på franska). Hockey Archives. 20 februari 2006. https://www.hockeyarchives.info/JOfem2006.htm. Läst 15 augusti 2011.
40. ↑  ”Jeux Olympiques de Turin 2006” (på franska). Hockey Archives. 26 februari 2006. https://www.hockeyarchives.info/JO2006.htm. Läst 15 augusti 2011.
41. 1 2  ”Championnat de Suède 2005/06” (på franska). Hockey Archives. 5 april 2020. https://www.hockeyarchives.info/Suede2006.htm. Läst 15 augusti 2011.
42. ↑  ”Championnats du monde 2006” (på franska). Hockey Archives. 21 maj 2006. https://www.hockeyarchives.info/mondial2006.htm. Läst 15 augusti 2011.
43. ↑  ”NHL 2005/06” (på franska). Hockey Archives. 19 juni 2006. https://www.hockeyarchives.info/NHL2006.htm. Läst 15 augusti 2011.
44. ↑  ”TV-pucken 2006”. Svenska Ishockeyförbundet. 24 september 2006. https://www.swehockey.se/globalassets/svenska-ishockeyforbundet/tavling/tv-puckens-historik/tv-pucken_2006-2007.pdf. Läst 17 mars 2005.
45. ↑  ”Malaysia” (på engelska). International Ice Hockey Federation. 28 september 2006. https://www.iihf.com/en/associations/1347/malaysia. Läst 21 augusti 2011.
46. ↑  ”Coupe d'Europe féminine des clubs champions 2006/07” (på franska). Hockey Archives. 10 december 2006. https://www.hockeyarchives.info/Europefem2007.htm. Läst 15 augusti 2011.
47. ↑   Svenskar satte dubbla klätterrekord, svt.se (läst 14 apr 2024)
48. ↑  ”Historiska segrare”. Vasaloppet. Arkiverad från originalet den 22 mars 2020. https://web.archive.org/web/20200322121012/https://www.vasaloppet.se/wp-content/uploads/sites/1/2019/09/historiska_segrare_vasaloppet_sve_2019-09-18.pdf. Läst 5 september 2011.
49. ↑  ”World Orienteering Championships 2006” (på engelska). http://orienteering.org/events/?event_id=36. Läst 20 augusti 2012.
50. ↑  Wgc2006
51. ↑  ”World Ski Orienteering Championships 2006” (på engelska). http://orienteering.org/events/?event_id=129. Läst 9 september 2012.
52. ↑  ”Fed Cup”. Arkiverad från originalet den 14 december 2014. https://web.archive.org/web/20141214185206/http://www.fedcup.com/en/results/tie/details.aspx?tieId=100007798. Läst 22 augusti 2011.
53. ↑  ”Davis Cup”. http://www.daviscup.com/en/results/tie/details.aspx?tieId=100007709. Läst 20 augusti 2011.
54. ↑  ”Sport Statistics”. Arkiverad från originalet den 5 mars 2016. https://web.archive.org/web/20160305034530/http://www.todor66.com/volleyball/World/Women_2006.html. Läst 24 augusti 2011.
55. ↑  ”Sport Statistics”. Arkiverad från originalet den 31 augusti 2011. https://web.archive.org/web/20110831082854/http://todor66.com/volleyball/World/Men_2006.html. Läst 24 augusti 2011.